# Divizia A1 2020-2021 (pallavolo maschile)
La Divizia A1 2020-2021, 72ª edizione della massima serie del campionato rumeno di pallavolo maschile, si è svolta dal 5 novembre 2020 al 18 aprile 2021: al torneo hanno partecipato undici squadre di club rumene e la vittoria finale è andata per la terza volta consecutiva all'Arcada Galați.

## Regolamento

### Formula
La formula ha previsto:
- Regular season, disputata con una serie di dodici tornei: le prime quattro classificate hanno acceduto al girone per il primo posto (conservando i risultati della regular season), le classificate dal quinto all'ottavo posto hanno acceduto al girone per il quinto posto (conservando i risultati della regular season) e le ultime quattro hanno acceduto al girone per il nono posto (conservando i risultati della regular season).
- Girone per il primo posto, disputato con un girone all'italiana, con gare di andata e ritorno, per un totale di sei giornate: la prima classificata si è laureata campione di Romania.
- Girone per il quinto posto, disputato con un girone all'italiana, con gare di andata e ritorno, per un totale di sei giornate.
- Girone per il nono posto, disputato con un girone all'italiana, con gare di andata e ritorno, per un totale di sei giornate: l'ultima classificata è retrocessa in Divizia A2.

### Criteri di classifica
Se il risultato finale è stato di 3-0 o 3-1 sono stati assegnati 3 punti alla squadra vincente e 0 a quella sconfitta, se il risultato finale è stato di 3-2 sono stati assegnati 2 punti alla squadra vincente e 1 a quella sconfitta.
L'ordine del posizionamento in classifica è stato definito in base a:
- Punti;
- Numero di partite vinte;
- Ratio dei set vinti/persi;
- Ratio dei punti realizzati/subiti.

## Squadre partecipanti
| Club                    | Stagione | Città       | Impianto                                  | Stagione precedente             |
| ----------------------- | -------- | ----------- | ----------------------------------------- | ------------------------------- |
| Arcada Galați           | dettagli | Galați      | Sala Sporturilor Dunărea                  | Campione di Romania             |
| Baia Mare               | dettagli | Baia Mare   | Sala Polivalentă Lascăr Pană              | 8ª in Divizia A1                |
| Braşov                  | dettagli | Brașov      | Sala Sporturilor Dumitru Popescu Colibași | 3ª in Divizia A2 (girone ovest) |
| Dinamo Bucarest         | dettagli | Bucarest    | Sala Polivalentă Dinamo                   | 3ª in Divizia A1                |
| Steaua Bucarest         | dettagli | Bucarest    | Sala Mihai Viteazul                       | 1ª in Divizia A2 (girone est)   |
| Știința Bucarest        | dettagli | Bucarest    | Arena Romsilva Știința București          | 2ª in Divizia A2 (girone est)   |
| Unirea Dej              | dettagli | Dej         | Sala Sporturilor                          | 5ª in Divizia A1                |
| Universitatea Cluj      | dettagli | Cluj-Napoca | Sala Sporturilor Horia Demian             | 7ª in Divizia A1                |
| Universitatea Craiova   | dettagli | Craiova     | Sala Polivalentă                          | 2ª in Divizia A1                |
| Universitatea Timișoara | dettagli | Timișoara   | Sala de Sport UVT Oituz                   | 10ª in Divizia A1               |
| SCM Zalău               | dettagli | Zalău       | Sala Sporturilor                          | 4ª in Divizia A1                |

## Torneo

### Regular season

#### Risultati

##### Torneo 1-7
Gruppo 1
| Torneo 1 |                            |     |                            |
|          |                            |     |                            |
| 05-11    | SCM Zalău - Arcada Galați  | 3-1 | 26-24, 22-25, 25-17, 25-20 |
| 06-11    | Arcada Galați - Unirea Dej | 3-0 | 25-0, 25-0, 25-0           |
| 07-11    | SCM Zalău - Unirea Dej     | 3-0 | 25-0, 25-0, 25-0           |

| Torneo 7 |                            |     |                     |
|          |                            |     |                     |
| 15-01    | Arcada Galați - SCM Zalău  | 3-0 | 25-16, 25-13, 25-16 |
| 16-01    | SCM Zalău - Unirea Dej     | 3-0 | 25-19, 25-17, 25-16 |
| 17-01    | Arcada Galați - Unirea Dej | 3-0 | 25-14, 25-13, 25-20 |

Gruppo 2
| Torneo 1 |                                       |     |                                   |
|          |                                       |     |                                   |
| 06-11    | Știința Bucarest - Universitatea Cluj | 2-3 | 16-25, 25-23, 25-22, 17-25, 11-15 |
| 07-11    | Universitatea Cluj - Baia Mare        | 3-0 | 25-0, 25-0, 25-0                  |
| 08-11    | Știința Bucarest - Baia Mare          | 3-0 | 25-0, 25-0, 25-0                  |

| Torneo 7 |                                       |     |                                   |
|          |                                       |     |                                   |
| 15-01    | Baia Mare - Știința Bucarest          | 3-0 | 25-19, 25-13, 25-19               |
| 16-01    | Știința Bucarest - Universitatea Cluj | 2-3 | 20-25, 23-25, 25-22, 25-21, 13-15 |
| 17-01    | Baia Mare - Universitatea Cluj        | 3-1 | 30-28, 22-25, 25-15, 25-15        |

Gruppo 3
| Torneo 1 |                                |     |                    |
|          |                                |     |                    |
| 07-11    | Braşov - Universitatea Craiova | 0-3 | 12-25, 9-25, 14-25 |

| Torneo 7 |                                |     |                     |
|          |                                |     |                     |
| 16-01    | Universitatea Craiova - Braşov | 3-0 | 25-10, 25-11, 25-16 |

Gruppo 4
| Torneo 1 |                                   |     |                            |
|          |                                   |     |                            |
| 07-11    | Steaua Bucarest - Dinamo Bucarest | 3-1 | 25-22, 25-21, 23-25, 25-20 |
| 08-11    | Dinamo Bucarest - U. Timișoara    | 3-0 | 25-13, 25-20, 25-21        |
| 09-11    | Steaua Bucarest - U. Timișoara    | 3-0 | 25-0, 25-0, 25-0           |

| Torneo 7 |                                       |     |                     |
|          |                                       |     |                     |
| 15-01    | Dinamo Bucarest - U. Timișoara        | 3-0 | 25-12, 25-16, 25-19 |
| 16-01    | Universitatea Timișoara - S. Bucarest | 0-3 | 18-25, 13-25, 16-25 |
| 17-01    | Dinamo Bucarest - Steaua Bucarest     | 3-0 | 25-20, 26-24, 25-19 |

##### Torneo 2-8
Gruppo 1
| Torneo 2 |                                            |     |                            |
|          |                                            |     |                            |
| 21-11    | Universitatea Craiova - SCM Zalău          | 3-0 | 25-18, 39-37, 25-18        |
| 22-11    | SCM Zalău - Universitatea Cluj             | 3-0 | 25-19, 25-11, 25-21        |
| 23-11    | Universitatea Craiova - Universitatea Cluj | 3-1 | 25-15, 22-25, 25-18, 26-24 |

| Torneo 8 |                                            |     |                     |
|          |                                            |     |                     |
| 12-02    | SCM Zalău - Universitatea Craiova          | 3-0 | 25-22, 25-21, 25-22 |
| 13-02    | Universitatea Craiova - Universitatea Cluj | 3-0 | 25-16, 25-14, 25-20 |
| 14-02    | SCM Zalău - Universitatea Cluj             | 3-0 | 25-18, 25-15, 25-20 |

Gruppo 2
| Torneo 2 |                                            |     |                  |
|          |                                            |     |                  |
| 23-11    | Universitatea Timișoara - Știința Bucarest | 0-3 | 0-25, 0-25, 0-25 |

| Torneo 8 |                                            |     |                                  |
|          |                                            |     |                                  |
| 13-02    | Știința Bucarest - Universitatea Timișoara | 3-2 | 26-24, 25-23, 21-25, 23-25, 15-8 |

Gruppo 3
| Torneo 2 |                                 |     |                            |
|          |                                 |     |                            |
| 21-11    | Steaua Bucarest - Arcada Galați | 1-3 | 25-21, 21-25, 19-25, 19-25 |
| 22-11    | Arcada Galați - Braşov          | 3-0 | 25-13, 25-14, 25-11        |
| 23-11    | Steaua Bucarest - Braşov        | 3-0 | 25-9, 25-11, 25-12         |

| Torneo 8 |                                 |     |                     |
|          |                                 |     |                     |
| 12-02    | Arcada Galați - Steaua Bucarest | 3-0 | 25-23, 25-22, 25-22 |
| 13-02    | Steaua Bucarest - Braşov        | 3-0 | 25-17, 25-17, 25-14 |
| 14-02    | Arcada Galați - Braşov          | 3-0 | 25-14, 25-12, 25-9  |

Gruppo 4
| Torneo 2 |                              |     |                                   |
|          |                              |     |                                   |
| 20-11    | Unirea Dej - Baia Mare       | 3-1 | 26-24, 25-18, 17-25, 25-17        |
| 21-11    | Baia Mare - Dinamo Bucarest  | 1-3 | 19-25, 22-25, 25-23, 15-25        |
| 22-11    | Unirea Dej - Dinamo Bucarest | 3-2 | 22-25, 25-21, 23-25, 25-20, 15-13 |

| Torneo 8 |                              |     |                            |
|          |                              |     |                            |
| 11-02    | Baia Mare - Unirea Dej       | 1-3 | 25-23, 20-25, 20-25, 22-25 |
| 12-02    | Unirea Dej - Dinamo Bucarest | 0-3 | 13-25, 12-25, 14-25        |
| 13-02    | Baia Mare - Dinamo Bucarest  | 0-3 | 19-25, 26-28, 13-25        |

##### Torneo 3-9
Gruppo 1
| Torneo 3 |                       |     |                     |
|          |                       |     |                     |
| 28-11    | SCM Zalău - Baia Mare | 3-0 | 25-12, 25-11, 25-13 |

| Torneo 9 |                       |     |                     |
|          |                       |     |                     |
| 27-02    | Baia Mare - SCM Zalău | 0-3 | 19-25, 21-25, 16-25 |

Gruppo 2
| Torneo 3 |                                          |     |                                   |
|          |                                          |     |                                   |
| 28-11    | Steaua Bucarest - Universitatea Craiova  | 3-2 | 13-25, 22-25, 25-22, 25-22, 15-10 |
| 29-11    | Universitatea Craiova - Știința Bucarest | 3-0 | 25-15, 25-14, 25-15               |
| 30-11    | Steaua Bucarest - Știința Bucarest       | 3-1 | 25-22, 17-25, 25-17, 25-15        |

| Torneo 9 |                                          |     |                            |
|          |                                          |     |                            |
| 27-02    | Universitatea Craiova - Steaua Bucarest  | 3-1 | 25-22, 25-23, 23-25, 25-16 |
| 28-02    | Steaua Bucarest - Știința Bucarest       | 3-0 | 25-16, 25-12, 25-21        |
| 01-03    | Universitatea Craiova - Știința Bucarest | 3-0 | 25-13, 25-13, 25-13        |

Gruppo 3
| Torneo 3 |                                      |     |                            |
|          |                                      |     |                            |
| 27-11    | Braşov - Unirea Dej                  | 0-3 | 15-25, 16-25, 16-25        |
| 28-11    | Unirea Dej - Universitatea Timișoara | 3-1 | 23-25, 25-10, 25-17, 25-17 |
| 29-11    | Braşov - Universitatea Timișoara     | 0-3 | 19-25, 22-25, 15-25        |

| Torneo 9 |                                      |     |                     |
|          |                                      |     |                     |
| 26-02    | Universitatea Timișoara - Braşov     | 3-0 | 25-15, 25-18, 25-18 |
| 27-02    | Braşov - Unirea Dej                  | 0-3 | 19-25, 17-25, 10-25 |
| 28-02    | Universitatea Timișoara - Unirea Dej | 0-3 | 20-25, 17-25, 21-25 |

Gruppo 4
| Torneo 3 |                                      |     |                     |
|          |                                      |     |                     |
| 27-11    | Arcada Galați - Dinamo Bucarest      | 3-0 | 25-20, 25-17, 25-15 |
| 28-11    | Dinamo Bucarest - Universitatea Cluj | 0-3 | 20-25, 29-31, 23-25 |
| 29-11    | Arcada Galați - Universitatea Cluj   | 3-0 | 25-16, 25-17, 25-10 |

| Torneo 9 |                                      |     |                                  |
|          |                                      |     |                                  |
| 26-02    | Dinamo Bucarest - Arcada Galați      | 3-2 | 25-23, 18-25, 17-25, 26-24, 15-9 |
| 27-02    | Arcada Galați - Universitatea Cluj   | 3-0 | 25-19, 25-15, 25-19              |
| 28-02    | Dinamo Bucarest - Universitatea Cluj | 3-0 | 25-18, 25-18, 25-13              |

##### Torneo 4-10
Gruppo 1
| Torneo 4 |                                  |     |                                   |
|          |                                  |     |                                   |
| 05-12    | Știința Bucarest - Unirea Dej    | 2-3 | 25-19, 25-14, 21-25, 14-25, 12-15 |
| 06-12    | Știința Bucarest - Arcada Galați | 0-3 | 18-25, 20-25, 15-25               |

| Torneo 10 |                                     |     |                     |
|           |                                     |     |                     |
| 12-03     | SCM Zalău - Steaua Bucarest         | 0-3 | 16-25, 20-25, 21-25 |
| 14-03     | SCM Zalău - Universitatea Timișoara | 3-0 | 25-22, 25-14, 25-18 |

Gruppo 2
| Torneo 4 |                                     |     |                                   |
|          |                                     |     |                                   |
| 04-12    | SCM Zalău - Steaua Bucarest         | 2-3 | 25-19, 25-14, 21-25, 14-25, 12-15 |
| 06-12    | SCM Zalău - Universitatea Timișoara | 3-0 | 25-20, 25-19, 25-18               |

| Torneo 10 |                                  |     |                                   |
|           |                                  |     |                                   |
| 12-03     | Știința Bucarest - Unirea Dej    | 2-3 | 25-27, 25-23, 25-23, 21-25, 13-15 |
| 13-03     | Știința Bucarest - Arcada Galați | 0-3 | 16-25, 22-25, 15-25               |

Gruppo 3
| Torneo 4 |                             |     |                    |
|          |                             |     |                    |
| 04-12    | Braşov - Universitatea Cluj | 0-3 | 6-25, 11-25, 12-25 |
| 06-12    | Braşov - Baia Mare          | 0-3 | 18-25, 9-25, 9-25  |

| Torneo 10 |                             |     |                     |
|           |                             |     |                     |
| 12-03     | Braşov - Universitatea Cluj | 0-3 | 13-25, 11-25, 12-25 |
| 14-03     | Braşov - Baia Mare          | 0-3 | 18-25, 16-25, 10-25 |

Gruppo 4
| Torneo 4 |                                         |     |                                  |
|          |                                         |     |                                  |
| 05-12    | Universitatea Craiova - Dinamo Bucarest | 2-3 | 28-26, 22-25, 23-25, 25-18, 8-15 |

| Torneo 10 |                                         |     |                            |
|           |                                         |     |                            |
| 12-03     | Dinamo Bucarest - Universitatea Craiova | 3-1 | 25-19, 25-20, 17-25, 25-20 |

##### Torneo 5-11
Gruppo 1
| Torneo 5 |                                    |     |                            |
|          |                                    |     |                            |
| 06-12    | Unirea Dej - Universitatea Craiova | 0-3 | 15-25, 12-25, 18-25        |
| 05-12    | Universitatea Cluj - U. Timișoara  | 3-0 | 25-21, 25-22, 25-23        |
| 05-12    | Steaua Bucarest - Baia Mare        | 3-1 | 21-25, 25-16, 25-20, 25-16 |

| Torneo 11 |                                    |     |                            |
|           |                                    |     |                            |
| 13-03     | Unirea Dej - Universitatea Craiova | 1-3 | 20-25, 26-24, 24-26, 18-25 |
| 13-03     | Universitatea Cluj - U. Timișoara  | 3-0 | 25-23, 25-22, 25-21        |
| 13-03     | Steaua Bucarest - Baia Mare        | 3-0 | 25-20, 25-20, 25-17        |

##### Torneo 6-12
Gruppo 1
| Torneo 6 |                                    |     |                     |
|          |                                    |     |                     |
| 13-12    | SCM Zalău - Dinamo Bucarest        | 3-0 | 25-16, 25-22, 25-18 |
| 13-12    | Știința Bucarest - Braşov          | 3-0 | 25-14, 25-9, 25-18  |
| 14-12    | Dinamo Bucarest - Braşov           | 3-0 | 25-16, 25-8, 25-8   |
| 14-12    | SCM Zalău - Știința Bucarest       | 3-0 | 25-21, 25-19, 25-15 |
| 15-12    | Știința Bucarest - Dinamo Bucarest | 0-3 | 23-25, 23-25, 19-25 |
| 15-12    | Braşov - SCM Zalău                 | 0-3 | 12-25, 9-25, 10-25  |

| Torneo 12 |                                    |     |                            |
|           |                                    |     |                            |
| 27-03     | Dinamo Bucarest - Braşov           | 3-0 | 25-15, 25-14, 25-13        |
| 27-03     | SCM Zalău - Știința Bucarest       | 3-0 | 25-18, 25-11, 25-12        |
| 28-03     | Braşov - Știința Bucarest          | 0-3 | 14-25, 16-25, 10-25        |
| 28-03     | Dinamo Bucarest - SCM Zalău        | 3-1 | 19-25, 25-16, 25-20, 25-21 |
| 29-03     | SCM Zalău - Braşov                 | 3-0 | 25-13, 25-14, 25-7         |
| 29-03     | Știința Bucarest - Dinamo Bucarest | 0-3 | 22-25, 11-25, 19-25        |

Gruppo 2
| Torneo 6 |                                      |     |                            |
|          |                                      |     |                            |
| 11-12    | Unirea Dej - Universitatea Cluj      | 3-0 | 25-19, 25-22, 25-21        |
| 12-12    | Steaua Bucarest - Unirea Dej         | 3-1 | 25-21, 18-25, 25-23, 26-24 |
| 13-12    | Universitatea Cluj - Steaua Bucarest | 1-3 | 25-18, 14-25, 18-25, 25-27 |

| Torneo 12 |                                      |     |                     |
|           |                                      |     |                     |
| 27-03     | Universitatea Cluj - Steaua Bucarest | 0-3 | 21-25, 14-25, 10-25 |
| 28-03     | Steaua Bucarest - Unirea Dej         | 3-0 | 25-16, 25-15, 25-20 |
| 29-03     | Universitatea Cluj - Unirea Dej      | 0-3 | 15-25, 20-25, 18-25 |

Gruppo 3
| Torneo 6 |                                         |     |                            |
|          |                                         |     |                            |
| 11-12    | Universitatea Timișoara - Baia Mare     | 0-3 | 21-25, 23-25, 15-25        |
| 11-12    | Universitatea Craiova - Arcada Galați   | 1-3 | 25-22, 21-25, 17-25, 17-25 |
| 12-12    | Universitatea Craiova - U. Timișoara    | 3-0 | 25-12, 25-15 , 25-17       |
| 12-12    | Arcada Galați - Baia Mare               | 3-0 | 25-18, 25-17, 25-22        |
| 13-12    | Arcada Galați - Universitatea Timișoara | 3-0 | 25-18, 25-14, 25-19        |
| 13-12    | Baia Mare - Universitatea Craiova       | 0-3 | 18-25, 15-25, 8-25         |

| Torneo 12 |                                         |     |                            |
|           |                                         |     |                            |
| 26-03     | Arcada Galați - Universitatea Craiova   | 3-1 | 25-15, 25-21, 20-25, 25-20 |
| 26-03     | Baia Mare - Universitatea Timișoara     | 3-1 | 25-18, 22-25, 25-22, 25-19 |
| 27-03     | Universitatea Craiova - U. Timișoara    | 3-0 | 25-15, 25-14, 25-15        |
| 27-03     | Arcada Galați - Baia Mare               | 3-0 | 26-24, 25-19, 25-9         |
| 28-03     | Baia Mare - Universitatea Craiova       | 0-3 | 19-25, 16-25, 16-25        |
| 28-03     | Universitatea Timișoara - Arcada Galați | 0-3 | 10-25, 15-25, 20-25        |

#### Classifica
| Pos. | Squadra                 | Pt | G  | V  | P  | SV | SP | Ratio | PF    | PS    | Ratio |
| ---- | ----------------------- | -- | -- | -- | -- | -- | -- | ----- | ----- | ----- | ----- |
| 1.   | Arcada Galați           | 55 | 20 | 18 | 2  | 57 | 9  | 2,333 | 1 606 | 1 135 | 1,415 |
| 2.   | SCM Zalău               | 46 | 20 | 15 | 5  | 48 | 16 | 3,000 | 1 502 | 1 158 | 1,297 |
| 3.   | Steaua Bucarest         | 46 | 20 | 16 | 4  | 50 | 21 | 2,380 | 1 649 | 1 351 | 1,221 |
| 4.   | Universitatea Craiova   | 44 | 20 | 14 | 6  | 49 | 21 | 2,333 | 1 655 | 1 328 | 1,246 |
| 5.   | Dinamo Bucarest         | 44 | 20 | 15 | 5  | 48 | 22 | 2,181 | 1 620 | 1 399 | 1,158 |
| 6.   | Unirea Dej              | 31 | 20 | 11 | 9  | 35 | 35 | 1,000 | 1 400 | 1 530 | 0,915 |
| 7.   | Universitatea Cluj      | 22 | 20 | 8  | 12 | 27 | 40 | 0,675 | 1 380 | 1 439 | 0,959 |
| 8.   | Baia Mare               | 18 | 20 | 6  | 14 | 22 | 44 | 0,500 | 1 236 | 1 496 | 0,826 |
| 9.   | Știința Bucarest        | 17 | 20 | 5  | 15 | 23 | 47 | 0,489 | 1 392 | 1 457 | 0,955 |
| 10.  | Universitatea Timișoara | 7  | 20 | 2  | 18 | 10 | 54 | 0,185 | 1 100 | 1 537 | 0,716 |
| 11.  | Braşov                  | 0  | 20 | 0  | 20 | 0  | 60 | 0,000 | 790   | 1 500 | 0,527 |

      Qualificata al girone primo posto.
      Qualificata al girone quinto posto.
      Qualificata al girone nono posto.

### Girone 1º posto

#### Risultati
| Prima giornata |                                       |     |                                   |
|                |                                       |     |                                   |
| 08-04          | Arcada Galați - Universitatea Craiova | 2-3 | 13-25, 25-22, 16-25, 25-19, 15-17 |
| 08-04          | SCM Zalău - Steaua Bucarest           | 3-0 | 25-21, 25-15, 25-17               |

| Seconda giornata |                                         |     |                            |
|                  |                                         |     |                            |
| 09-04            | Universitatea Craiova - Steaua Bucarest | 3-1 | 25-19, 21-25, 25-23, 25-23 |
| 09-04            | Arcada Galați - SCM Zalău               | 1-3 | 22-25, 25-22, 22-25, 23-25 |

| Terza giornata |                                   |     |                                   |
|                |                                   |     |                                   |
| 10-04          | SCM Zalău - Universitatea Craiova | 3-2 | 25-22, 21-25, 25-19, 18-25, 15-11 |
| 10-04          | Steaua Bucarest - Arcada Galați   | 2-3 | 25-21, 23-25, 25-17, 19-25, 12-15 |

| Quarta giornata |                                       |     |                                   |
|                 |                                       |     |                                   |
| 15-04           | Arcada Galați - Universitatea Craiova | 3-1 | 23-25, 25-19, 25-12, 26-24        |
| 15-04           | SCM Zalău - Steaua Bucarest           | 3-2 | 13-25, 22-25, 25-14, 25-20, 15-12 |

| Quinta giornata |                                         |     |                            |
|                 |                                         |     |                            |
| 16-04           | Universitatea Craiova - Steaua Bucarest | 3-1 | 25-23, 21-25, 29-27, 25-23 |
| 16-04           | Arcada Galați - SCM Zalău               | 3-0 | 25-15, 25-17, 25-17        |

| Sesta giornata |                                   |     |                            |
|                |                                   |     |                            |
| 17-04          | SCM Zalău - Universitatea Craiova | 1-3 | 25-17, 15-25, 17-25, 21-25 |
| 17-04          | Steaua Bucarest - Arcada Galați   | 1-3 | 19-25, 18-25, 25-21, 23-25 |

#### Classifica
| Pos. | Squadra               | Pt | G  | V  | P  | SV | SP | Ratio | PF    | PS    | Ratio |
| ---- | --------------------- | -- | -- | -- | -- | -- | -- | ----- | ----- | ----- | ----- |
| 1.   | Arcada Galați         | 67 | 26 | 22 | 4  | 72 | 19 | 3,789 | 2 165 | 1 658 | 1,306 |
| 2.   | SCM Zalău             | 56 | 26 | 19 | 7  | 61 | 27 | 2,259 | 2 005 | 1 668 | 1,202 |
| 3.   | Universitatea Craiova | 56 | 26 | 18 | 8  | 64 | 32 | 2,000 | 2 233 | 1 891 | 1,181 |
| 4.   | Steaua Bucarest       | 48 | 26 | 16 | 10 | 57 | 39 | 1,461 | 2 175 | 1 921 | 1,132 |

      Campione di Romania.

### Girone 5º posto

#### Risultati
| Prima giornata |                                 |     |                                   |
|                |                                 |     |                                   |
| 08-04          | Dinamo Bucarest - Baia Mare     | 3-0 | 25-18, 25-21, 25-13               |
| 08-04          | Unirea Dej - Universitatea Cluj | 3-2 | 21-25, 24-26, 25-20, 25-14, 15-13 |

| Seconda giornata |                                |     |                     |
|                  |                                |     |                     |
| 09-04            | Baia Mare - Universitatea Cluj | 3-0 | 26-24, 25-19, 25-15 |
| 09-04            | Dinamo Bucarest - Unirea Dej   | 3-0 | 25-14, 25-18, 25-21 |

| Terza giornata |                                      |     |                     |
|                |                                      |     |                     |
| 10-04          | Unirea Dej - Baia Mare               | 0-3 | 24-26, 11-25, 18-25 |
| 10-04          | Universitatea Cluj - Dinamo Bucarest | 0-3 | 17-25, 15-25, 21-25 |

| Quarta giornata |                                 |     |                     |
|                 |                                 |     |                     |
| 15-04           | Dinamo Bucarest - Baia Mare     | 3-0 | 26-24, 25-23, 25-12 |
| 15-04           | Unirea Dej - Universitatea Cluj | 0-3 | 17-25, 14-25, 23-25 |

| Quinta giornata |                                |     |                            |
|                 |                                |     |                            |
| 16-04           | Baia Mare - Universitatea Cluj | 3-1 | 26-24, 25-13, 23-25, 25-20 |
| 16-04           | Dinamo Bucarest - Unirea Dej   | 3-0 | 25-16, 25-19, 25-19        |

| Sesta giornata |                                      |     |                                   |
|                |                                      |     |                                   |
| 17-04          | Unirea Dej - Baia Mare               | 2-3 | 25-22, 25-23, 12-25, 19-25, 17-19 |
| 17-04          | Universitatea Cluj - Dinamo Bucarest | 0-3 | 22-25, 16-25, 23-25               |

#### Classifica
| Pos. | Squadra            | Pt | G  | V  | P  | SV | SP | Ratio | PF    | PS    | Ratio |
| ---- | ------------------ | -- | -- | -- | -- | -- | -- | ----- | ----- | ----- | ----- |
| 1.   | Dinamo Bucarest    | 62 | 26 | 21 | 5  | 66 | 22 | 3,000 | 2 071 | 1 731 | 1,196 |
| 2.   | Unirea Dej         | 34 | 26 | 12 | 14 | 40 | 52 | 0,769 | 1 822 | 2 043 | 0,892 |
| 3.   | Baia Mare          | 29 | 26 | 10 | 16 | 34 | 53 | 0,641 | 1 712 | 1 938 | 0,883 |
| 4.   | Universitatea Cluj | 26 | 26 | 9  | 17 | 33 | 55 | 0,600 | 1 807 | 1 928 | 0,937 |

### Girone 9º posto

#### Risultati
| Prima giornata |                                            |     |                     |
|                |                                            |     |                     |
| 09-04          | Universitatea Timișoara - Știința Bucarest | 3-0 | 25-22, 25-18, 25-21 |

| Seconda giornata |                           |     |                     |
|                  |                           |     |                     |
| 10-04            | Știința Bucarest - Braşov | 3-0 | 25-15, 25-15, 25-13 |

| Terza giornata |                                  |   |           |
|                |                                  |   |           |
| 11-04          | Universitatea Timișoara - Braşov | - | annullata |

| Quarta giornata |                                            |     |                     |
|                 |                                            |     |                     |
| 16-04           | Știința Bucarest - Universitatea Timișoara | 3-0 | 25-19, 25-16, 25-23 |

| Quinta giornata |                                  |     |                    |
|                 |                                  |     |                    |
| 17-04           | Universitatea Timișoara - Braşov | 3-1 | 23-25, 25-8, 25-16 |

| Sesta giornata |                           |     |                     |
|                |                           |     |                     |
| 18-04          | Știința Bucarest - Braşov | 3-0 | 25-13, 25-19, 25-17 |

#### Classifica
| Pos. | Squadra                 | Pt | G  | V | P  | SV | SP | Ratio | PF    | PS    | Ratio |
| ---- | ----------------------- | -- | -- | - | -- | -- | -- | ----- | ----- | ----- | ----- |
| 1.   | Știința Bucarest        | 23 | 23 | 7 | 16 | 29 | 50 | 0,580 | 1 603 | 1 633 | 0,982 |
| 2.   | Universitatea Timișoara | 16 | 24 | 5 | 19 | 19 | 58 | 0,327 | 1 406 | 1 790 | 0,786 |
| 3.   | Braşov                  | 0  | 23 | 0 | 23 | 1  | 69 | 0,014 | 950   | 1 748 | 0,544 |

      Retrocessa in Divizia A2.

## Classifica finale
| Pos | Squadra                 | Qualificazione     |
| --- | ----------------------- | ------------------ |
|     | Arcada Galați           |                    |
| 2   | SCM Zalău               |                    |
| 3   | Universitatea Craiova   |                    |
| 4   | Steaua Bucarest         |                    |
| 5   | Dinamo Bucarest         |                    |
| 6   | Unirea Dej              |                    |
| 7   | Baia Mare               |                    |
| 8   | Universitatea Cluj      |                    |
| 9   | Știința Bucarest        |                    |
| 10  | Universitatea Timișoara |                    |
| 11  | Braşov                  | Divizia A2 2021-22 |

## Statistiche
| Rendimento individuale | Rendimento individuale | Rendimento individuale | Rendimento individuale |
| Pos.                   | Nome                   | Punti                  | Squadra                |
| ---------------------- | ---------------------- | ---------------------- | ---------------------- |
| 1                      | Laurenţiu Lică         | 411                    | Universitatea Craiova  |
| 2                      | Ewoud Gommans          | 350                    | Universitatea Craiova  |
| 3                      | Niels Klapwijk         | 306                    | Arcada Galați          |
| 4                      | Andrei Mihălescu       | 291                    | SCM Zalău              |
| 5                      | Marius Cheagă          | 271                    | Baia Mare              |
| 6                      | Vlad Negrean           | 270                    | Universitatea Cluj     |
| 7                      | Ciprian Matei          | 247                    | Steaua Bucarest        |
| 8                      | Božidar Ćuk            | 240                    | Dinamo Bucarest        |
| 9                      | Stefan Kovačević       | 238                    | Universitatea Craiova  |
| 10                     | Marino Marelić         | 233                    | Universitatea Craiova  |

| Attacchi vincenti | Attacchi vincenti | Attacchi vincenti | Attacchi vincenti       |
| Pos.              | Nome              | Punti             | Squadra                 |
| ----------------- | ----------------- | ----------------- | ----------------------- |
| 1                 | Laurenţiu Lică    | 353               | Universitatea Craiova   |
| 2                 | Ewoud Gommans     | 309               | Universitatea Craiova   |
| 3                 | Niels Klapwijk    | 258               | Arcada Galați           |
| 4                 | Andrei Mihălescu  | 249               | SCM Zalău               |
| 5                 | Marius Cheagă     | 241               | Baia Mare               |
| 6                 | Vlad Negrean      | 237               | Universitatea Cluj      |
| 7                 | Ciprian Matei     | 213               | Steaua Bucarest         |
| 8                 | Božidar Ćuk       | 209               | Dinamo Bucarest         |
| 9                 | Marino Marelić    | 200               | Universitatea Craiova   |
| 10                | Marius Ciortea    | 185               | Universitatea Cluj      |
| 10                | Sergiu Rodina     | 185               | Universitatea Timișoara |

| Muri vincenti | Muri vincenti    | Muri vincenti | Muri vincenti         |
| Pos.          | Nome             | Punti         | Squadra               |
| ------------- | ---------------- | ------------- | --------------------- |
| 1             | Stefan Kovačević | 91            | Universitatea Craiova |
| 2             | Mihai Coasă      | 61            | SCM Zalău             |
| 3             | Bela Bartha      | 55            | Unirea Dej            |
| 4             | Răzvan Mihalcea  | 53            | Dinamo Bucarest       |
| 5             | Nicolae Ghionea  | 51            | Steaua Bucarest       |
| 5             | Aleksej Nalobin  | 51            | Arcada Galați         |
| 7             | Robert Călin     | 49            | Universitatea Craiova |
| 8             | Tudor Magdaș     | 47            | Unirea Dej            |
| 9             | Robert Vologa    | 44            | Steaua Bucarest       |
| 10            | Claudiu Iov      | 43            | Universitatea Cluj    |

| Battute vincenti | Battute vincenti | Battute vincenti | Battute vincenti        |
| Pos.             | Nome             | Punti            | Squadra                 |
| ---------------- | ---------------- | ---------------- | ----------------------- |
| 1                | Ante Giljanović  | 49               | Unirea Dej              |
| 2                | Laurenţiu Lică   | 32               | Universitatea Craiova   |
| 3                | Bela Bartha      | 31               | Unirea Dej              |
| 4                | Tudor Magdaș     | 29               | Unirea Dej              |
| 4                | Niels Klapwijk   | 29               | Arcada Galați           |
| 6                | Vlad Negrean     | 27               | Universitatea Cluj      |
| 7                | Robert Varlan    | 25               | Universitatea Timișoara |
| 8                | Cristian Bartha  | 23               | Universitatea Craiova   |
| 8                | Vlad Curuia-Pop  | 23               | Unirea Dej              |
| 8                | Marino Marelić   | 23               | Universitatea Craiova   |